# Santa Amélia
Santa Amélia är en kommun i Brasilien.   Den ligger i delstaten Paraná, i den södra delen av landet, 900 km söder om huvudstaden Brasília. Antalet invånare är 3 804.
Omgivningarna runt Santa Amélia är huvudsakligen savann. Runt Santa Amélia är det ganska glesbefolkat, med 42 invånare per kvadratkilometer.